# Avro 531 Spider
El Avro 531 Spider fue un prototipo de caza sesquiplano británico de la época de la Primera Guerra Mundial, construido por Avro.

## Diseño y desarrollo
El Spider era un sesquiplano con una configuración muy convencional, pero usaba soportes interplanares de viga tipo Warren, de ahí el apelativo "Spider" (Araña). En pruebas, el avión exhibió unas prestaciones, manejo y visibilidad del piloto excepcionales; sin embargo, para cuando voló, la Oficina de Guerra ya había seleccionado al Sopwith Snipe para la producción en masa.
Una segunda versión más refinada, el Avro 531A, no parece haber sido nunca completada, pero algunos de sus componentes parecen haber sido utilizados para construir un derivado, el Avro 538. Poseía soportes interplanares estándares y estaba ideado como avión de carreras. Sin embargo, nunca fue usado para este propósito porque se descubrió que poseía un larguero defectuoso, por lo que la firma Avro lo usó en su lugar como avión utilitario desde mayo de 1919 hasta septiembre de 1920.

## Variantes
531 Spider
Caza sesquiplano con motor Clerget 9B, uno construido.
531A
Versión refinada del 531, no construida.
538
Versión civil del 531A, uno construido.

## Especificaciones (531)
Referencia datos: Avro Aircraft since 1908

### Características generales
- Tripulación: Uno (piloto)
- Longitud: 6,3 m (20,5 ft)
- Envergadura: 8,7 m (28,5 ft)
- Altura: 2,4 m (7,8 ft)
- Superficie alar: 17,6 m² (189,4 ft²)
- Peso vacío: 437 kg (963,1 lb)
- Peso cargado: 688 kg (1516,4 lb)
- Planta motriz: 1× motor rotativo de nueve cilindros refrigerado por aire Clerget 9B.
  - Potencia: 97 kW (134 HP; 132 CV)
- Hélices: Bipala de madera de paso fijo

### Rendimiento
- Velocidad máxima operativa (Vno): 190 km/h (118 MPH; 103 kt)
- Alcance: 400 km (216 nmi; 249 mi)
- Techo de vuelo: 5800 m (19 029 ft)
- Régimen de ascenso: 6,4 m/s (1260 ft/min)

### Armamento
- Ametralladoras: 

  - 1x Vickers de 7,7 mm fija frontal

## Aeronaves relacionadas

### Secuencias de designación
- Secuencia Numérica (interna de Avro): ← 528 - 529 - 530 - 531 - 533 - 534 - 536 - 538 - 539 - 540 - 543 →